# Christophe Bernard
Christophe Bernard (ur. 6 sierpnia 1952) – francuski szachista, mistrz międzynarodowy od 1996 roku.

## Kariera szachowa
Pomiędzy 1981 a 1993 rokiem wielokrotnie uczestniczył w finałach indywidualnych mistrzostw Francji, największy sukces w karierze osiągając w roku 1987 w Rouen, gdzie zdobył tytuł mistrza kraju. Poza tym w 1989 triumfował w mistrzostwach Paryża, w 1990 podzielił II miejsce w Clichy (za Érikiem Prié), natomiast w 1995 podzielił IV miejsce w otwartym turnieju w Cannes (za Władimirem Łazariewem, Miso Cebalo i Zigurdsem Lanką). W roku 2005 podzielił III miejsce (za Petyrem Welikowem i Krumem Georgiewem) w kolejnym openie rozegranym w Paryżu.
Najwyższy ranking w karierze osiągnął 1 stycznia 1996 r., z wynikiem 2405 punktów zajmował wówczas 30. miejsce wśród francuskich szachistów.
Jest autorem dwóch książek o tematyce szachowej: Ajedrez Metodico (2000, ISBN 84-8019-448-0, wraz z Bernardem Lerique) oraz Echecs (2001, ISBN 2-7404-1283-5).